# Виснер-Моргенштерн, Юрай Карло
Юрай Карло Виснер-Моргенштерн (хорв. Juraj Karlo Wisner-Morgenstern, нем. Karl Georg Wisner von Morgenstern; 16 декабря 1783, Арад — 14 мая 1855, Загреб) — хорватский композитор и хоровой дирижёр.
С 1819 года жил и работал в Загребе, где первоначально оказался как секретарь и личный музыкант графа Эрдёди. Затем руководил хором Загребского кафедрального собора, был одним из основателей (1827) Загребского музыкального общества, руководил его хором и музыкальной школой. Среди учеников Виснера-Моргенштерна был, в частности, Ватрослав Лисинский, автор первой хорватской оперы «Любовь и злодейство» (1846), оркестровка которой была завершена Виснером-Моргенштерном. У Моргенштерна учились также Фортунат Пинтарич, Иван Падовец, Антун Шварц и другие. Собирал хорватский музыкальный фольклор.
Виснеру-Моргенштерну принадлежит Реквием (1823, памяти папы Пия VII), опера «Алексис» (1826, по драме Йозефа фон Ауффенберга «Виола», утрачена), различные камерные и церковные сочинения. Камерная музыка Моргенштерна была записана Загребским квартетом.